# 人道の港 敦賀ムゼウム
人道の港 敦賀ムゼウム（じんどうのみなと つるがムゼウム）（Port of Humanity Tsuruga Museum）は、福井県敦賀市の敦賀港の歴史をまとめた資料館。

## 概要
特に、1920年（大正9年）にシベリアにいたポーランド孤児が上陸したことや第二次世界大戦中に杉原千畝の命のビザに救われた多くのユダヤ人難民が敦賀にたどり着いた史実を紹介している。

## 沿革
- 2008年3月29日 - 金ヶ崎緑地休憩所内にオープン[2]
- 2020年11月3日 - 現在地に新築移転[3]。

## 主な展示

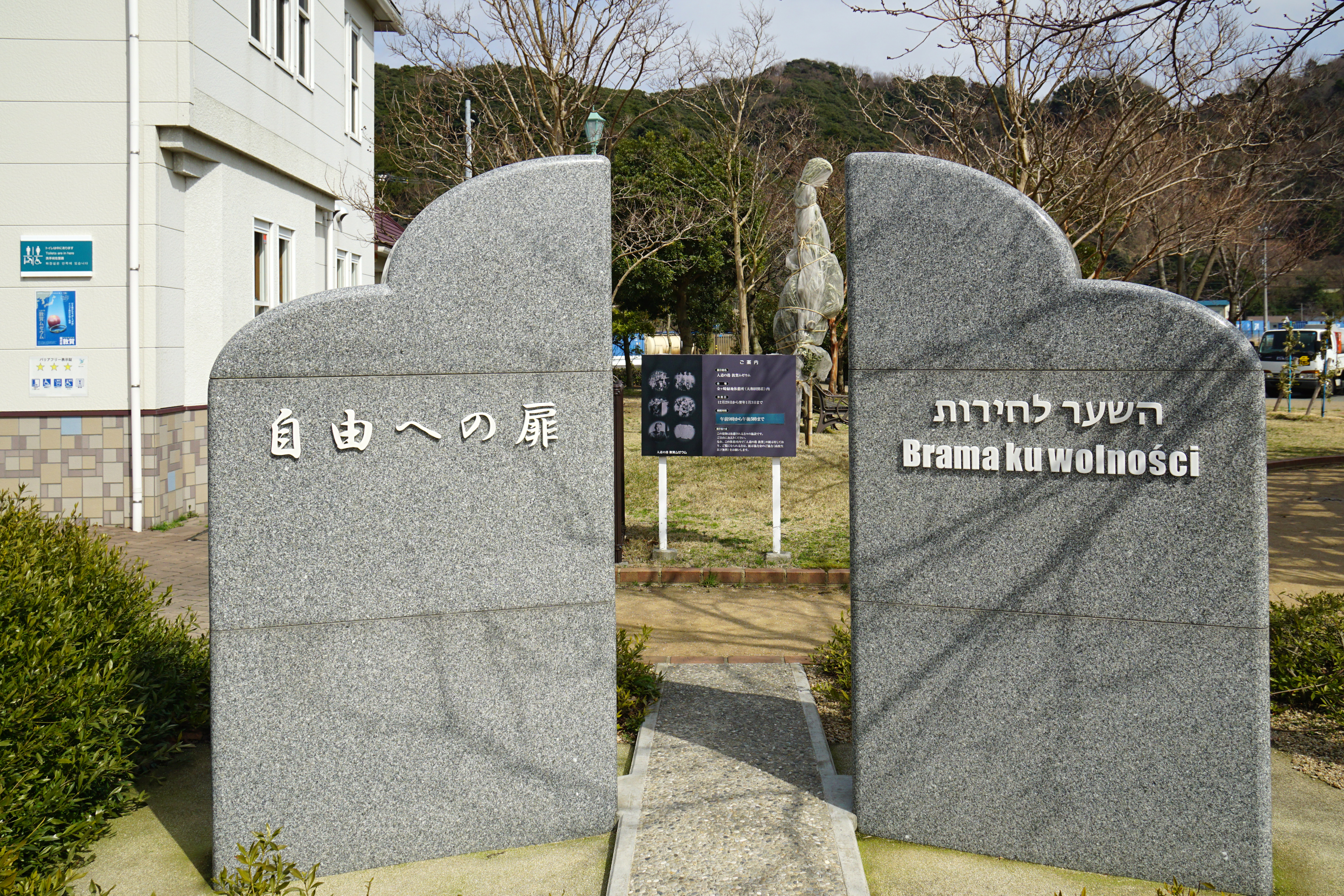
「自由への扉」というモニュメント

古の敦賀港は対岸の渤海国や宋国をはじめ、大陸諸国との交流拠点として繁栄した。1912年（明治45年）6月には、東京・新橋駅と敦賀・金ヶ崎駅間に欧亜国際連絡列車が運行され、敦賀・ウラジオストク航路に接続された。その歴史を展示する。
特に第二次世界大戦中ナチスにより迫害されたユダヤ人の命を救うため、リトアニア・カウナスの日本領事館の副領事であった杉原千畝が外務省の方針に反して発給し続けたビザ「命のビザ」を持ったユダヤ人らが上陸したのも敦賀港であった。
彼らは戦乱のヨーロッパからシベリア鉄道を使いウラジオストクから敦賀港に上陸し、敦賀市民との関りや市民の目撃談などの展示やビデオ、また実際に救われたユダヤ人やその子孫のインタビューなどで振り返る。
ムゼウムはポーランド語で資料館を意味する。杉原によって救われたユダヤ人の大半がポーランドからであり、多くのポーランド孤児を救ったことが命名の理由。

## アクセス
- 北陸本線・北陸新幹線・小浜線・ハピラインふくい線 敦賀駅から徒歩で約30分。
- 敦賀駅からコミュニティバスぐるっと敦賀周遊バス（観光ルート）で約10分、「金ヶ崎緑地」停留所下車、徒歩約4分。

## 利用情報
入館時間
- 午前9時00分から午後5時00分まで（入館受付は午後4時30分まで）[4]。

年末年始休館
- 12月29日から翌年1月3日まで休館。

## 周辺情報
- 敦賀港 - 金ヶ崎緑地 - きらめきみなと館 - 旧敦賀港駅舎 - 洲崎の高灯籠 - ランプ小屋 - 敦賀倉庫群 - 敦賀赤レンガ倉庫
- 敦賀市立博物館
- みなとつるが山車会館
- 紙わらべ資料館
- 気比松原
- 氣比神宮